# Liste des maladies à déclaration obligatoire en Algérie
En Algérie, certaines maladies sont à déclaration obligatoire.

## Liste
La liste des maladies à déclaration obligatoire en Algérie depuis le 11 juillet 2022 est constituée des affections suivantes :
- Botulisme
- Brucellose
- Charbon
- Chikungunya
- Choléra
- Coqueluche
- Dengue
- Diphtérie
- Dysenterie amibienne et bacillaire
- Ebola
- Echinococcose particulièrement de forme kyste hydatique
- Fièvre de la Vallée du Rift
- Fièvre du West Nile
- Fièvre jaune
- Fièvre typhoïde et paratyphoïde
- Autres fièvres hémorragiques
- Grippe causée par un nouveau sous-type de virus
- Hépatite virale (A, B et C)
- Infections à bactéries multi-résistantes
- Infections du site opératoire
- Infection à Chlamydia
- Infection à VIH/SIDA
- Légionellose
- Leishmaniose cutanée
- Leishmaniose viscérale
- Lèpre
- Leptospirose
- Listériose
- Méningite à haemophilus influenzae b
- Méningites à méningocoque
- Méningite à pneumocoque
- Méningites virales
- Méningo-encéphalites virales
- Paludisme
- Paralysie flasque aiguë (PFA)
- Peste
- Pneumopathie acquise sous ventilation mécanique
- Poliomyélite
- Rage
- Rickettsioses particulièrement de forme fièvre boutonneuse méditerranéenne
- Rougeole
- Rubéole
- Schistosomiase (Bilharziose)
- Syndrome respiratoire aigu sévère (SARS) et CoV-2 (SARS-CoV -2)
- Syndrome respiratoire du Moyen-Orient (MERS)
- Syphilis
- Tétanos néonatal et non-néonatal
- Toxi-infection alimentaire collective (TIAC)
- Trachome
- Tuberculose pulmonaire et extra-pulmonaire
- Typhus exanthématique
- Urétrite gonococcique
- Variole